# 村重直子
村重 直子（むらしげ なおこ）は、日本の医師、ノンフィクション作家である。元厚生労働省医系技官。

## 人物
内科医として研修の後、技官として厚生労働省に勤めた。在任中より同省をはじめとする日本の医療行政に対する批判を始め、その後退官した。

### 経歴
1998年（平成10年）に東京大学医学部医学科を卒業後、内科医として横須賀海軍病院、ベス・イスラエル医療センター、国立がんセンター（造血幹細胞移植科）などにおいて、計7年間勤めた。
2005年（平成17年）、医系技官として厚生労働省へ入省、課長補佐となった。2008年（平成20年）になると厚生労働省改革準備室、改革推進室などに所属し、2009年（平成21年）7月には当時の厚生労働大臣、舛添要一に抜擢されて、大臣の私的なアドバイザーグループ「大臣政策室」の政策官に就任した。しかし、その直後に民主党へと政権が交代、同年10月には内閣府特命担当大臣（行政刷新担当）付となったが、翌年3月に退官した。
退官前の2010年（平成22年）1月、『新型インフル禍の真犯人 告発! 死の官僚』（講談社）と題する告発本を出版したものの、発売後わずか2日で回収されるという結果になった。これについて発売元の出版社は、「（著書に著されている）事実関係の確認が十分でなく、医学的に不正確で、誤った表記が多数あったため」とした。
その後村重は臨床医として医院で診療するとともに、退官直後の2010年（平成22年）8月には著書 『さらば厚労省 それでもあなたは役人に生命を預けますか?』（講談社）を出版するなど、医系技官制度の廃止を含めた医療行政改革を訴える活動をしている。

## 著書
- 『さらば厚労省 それでもあなたは役人に生命を預けますか?』 講談社、2010年8月。ISBN 978-4-06-216148-0